# اتفاقية شقودرة
اتفاقية شقودرة (التركية الحديثة: Işkodra Barışı, المعروف أيضا باسم اتفاقية سكوتاري) هي معاهدة وقعت بين الدولة العثمانية وإمارة الجبل الأسود في 31 أغسطس 1862.

## خلفية
كانت إمارة الجبل الأسود تابعة للدولة العثمانية، وخلال النصف الأول من القرن 19 ضعفت الهيمنة العثمانية ولم يتردد نيكولا الأول أمير الجبل الأسود آنذاك لدعم التمرد في سنجق الهرسك المجاورة له .[بحاجة لمصدر] هزم الجنرال العثماني عمر باشا الذي كان مسؤولا عن قمع التمرد هؤلاء المتمردين وسار نحو ستنيي (لاحقاً عاصمة الجبل الأسود) .

## المعاهدة
تم التوقيع على المعاهدة في سكوتاري في الدولة العثمانية ( شقودرة، ألبانيا) بعد التماس الجبل الأسود السلام. كانت البنود :-[بحاجة لمصدر]
1. التصديق على تبعية الجبل الأسود (وكذلك مقاطعة الحدود).
2. تلاجيل والد نيكولا الذي كان قد حارب ضد العثمانيين.
3. حظر استيراد السلاح إلى الجبل الأسود.
4. وضع المقاطعات الحدودية بين الجبل الأسود والهرسك تحت السيطرة العسكرية العثمانية.

## فيما بعد
نال الجبل الأسود استقلاله بموجب معاهدة برلين التي وُقعت بعد الحرب الروسية العثمانية (1877-1878).